# Shoes
Shoes（シューズ）は、コンピューター言語Rubyで利用可能なGUIツールキットである。
その特徴は簡単さとRubyの文法とクロスプラットフォームにある。
_why( why the lucky stiff)が、容易なプログラミング教育用のツールとして Hackety Hackプロジェクトを発表、その後クロスプラットフォーム化を目指したものShoesである。2009年に_whyがサイトを閉じ姿を消して以降もコミュニティによって開発が続けられている。
プロジェクトをコミュニティが引き継いだ際に、プラットフォームごとの開発作業が大きな負担となり、さまざまなツールキットを利用が試行された。それぞれは色の名前が付けられ、Red Shoesは_whyによるオリジナルC版、White Shoesは各色が満たすべき標準を規定するテスト、Blue ShoesはQtフレームワークを採用、Green ShoesはGTKフレームワークを採用、そしてBrown ShoesはJRubyとSwingを採用したものであった。
その後は、Red Shoes(C版)の3.x系は途中で停滞したが開発保守が行われている。同時にBrown Shoes(JRuby版)を基にした、Shoes4がJRuby+SWTを用いて開発が進められている。

## 使い方
なにも部品を取り付けていない状態、すなわち、空のフレームを登場させるには、
```
Shoes.app{}
```

全部で11文字が必要。
お好みで、もう少し字数を増やせるなら、
```
Shoes.app do end
```

とすることもできる。
{ と } の間、または、do と end の間に、内容を加えていく。
ハローワールドを表示するプログラムの一例は、
```
Shoes.app do
    background deepskyblue
    title "Hello, world!",
    :align =
>
 "center"
end
```

"Hello, world!" を表示する命令は、titleだが、これは、34ピクセルで文字を表示せよ、ということで、
もすこし小さくしたい時は、 subtitle "Hello, world!" とすれば、今度は、26ピクセルでの表示になる。
日本語の表示が必要な時は、対応するフォントを指定する。
```
Shoes.app do
    para("元気ですか？", :font =
>
 "osaka")
end
```

## Linuxでの使い方
Linuxのプラットホーム用に、Shoesプログラムをダウンロードする場合、シェルスクリプトとバイナリーが合体したランファイルとなるので、注意すること。この場合、ブラウザのメニューから、別名で保存を選択する。
ダウンロードできたら、ターミナルから、
```
$ chmod 755 shoes2.run
$ ./shoes2.run
```

でプログラムが立ち上がる。